# Великий Хутор
Вели́кий Ху́тор (укр. Великий Хутір) — село в Драбовском районе Черкасской области Украины.

## Население
Население по переписи 2001 года составляло 2184 человека.

### Языковой состав
Родной язык населения по данным переписи 2001 года:
| Язык       | Численность, чел. | Доля     |
| ---------- | ----------------- | -------- |
| Украинский | 2 148             | 98,35 %  |
| Русский    | 36                | 1,65 %   |
| Итого      | 2 184             | 100,00 % |

## Известные уроженцы
В селе родился Герой Советского Союза Семён Куница.

## Местный совет
19854, Черкасская обл., Драбовский р-н, с. Великий Хутор, ул. Куницы, 10